# Back-side bus
A személyi számítógép architektúrákban  back-side bus vagy back side bus (BSB) egy olyan busz (vagy sín), amely a CPU és a CPU gyorsítótár közötti kapcsolatot biztosítja (a gyorsítótár ebben az esetben leggyakrabban L2 cache). Ha a rendszerben egy front-side bus (FSB) is található, akkor kettős busz architektúrának (dual-bus architecture), vagy Intel terminológiával Dual Independent Bus (DIB, kettős független busz) felépítésnek nevezik.
A DIB architektúrához kapcsolódó processzorok például:
- Intel Pentium Pro — 64 bites BSB;
- Intel Pentium II — 64 bites BSB (külső L2 cache);
- Intel Pentium III — 64 bit + 8 bit ECC (külső L2 cache) vagy 256 bit + 32 bit ECC;
- Intel Pentium 4 — 256 bit + 32 bit ECC;
- Intel Core — 256 bit + 32 bit ECC;
- AMD Athlon — 64 bit + 8 bit ECC:
- AMD Athlon 64 — 128 bit + 16 bit ECC (a K8 processzorcsalád tagjainál a memóriavezérlő a processzorba van építve, a lapkakészlettel (chipset) a HyperTransport busz tartja a kapcsolatot);

stb.